# رابرت مانش
رابرت نورمن مانش (انگلیسی: Robert Norman Munsch)؛ (متولد ۱۱ ژوئن ۱۹۴۵) نویسنده ادبیات کودک آمریکایی متولد کانادا.

## زندگی شخصی و حرفه ای
رابرت مانش در پیتسبورگ پنسیلوانیا متولد شد. او از دانشگاه فوردهام در سال ۱۹۶۹ با مدرک لیسانس فارغ‌التحصیل شد. در سال ۱۹۷۱ در رشته تاریخ از دانشگاه بوستون با مدرک فوق لیسانس در رشته انسان‌شناسی فارغ‌التحصیل شد.
او درس خواند تا کشیش شود اما بعدها تصمیم گرفت که به ادبیات کودک بپردازد و در یتیم خانه و مهد کودک کار کند. در سال ۱۹۷۳ توانست در رشته ادبیات کودک از دانشگاه تافتس با مدرک فوق لیسانس فارغ‌التحصیل شود. او در سال ۱۹۷۵ به کانادا نقل مکان کرد و به کار در مهد کودک در دانشگاه گوئلف مشغول شد. وی همچنین در این دانشگاه در کالج مطالعات خانواده به عنوان استادیار مشغول به فعالیت شد. در دانشگاه گوئلف، او تشویق شد تا داستانهایی که برای کودکان گفته بود را به چاپ برساند.
یکی از معروفترین کتابهای مانش، «تا ابد دوستت دارم» نام دارد که در سال ۲۰۰۱ در نشریه هفتگی ناشران به عنوان چهارمین کتاب پرفروش تاریخ در زمینه کودک با ۶٫۹۷۰٫۰۰۰ نسخه (۱٫۰۴۹٫۰۰۰ نسخه نفیس شامل آن نمی‌شود) شناخته شده‌است. از آن زمان تا کنون بیشتر از ۳۰٫۰۰۰٫۰۰۰ از این کتاب فروش رفته که در برنامه تلویزیونی دوستان و برنامه اپرا وینفری به نام Late night) ,(with david letterman از این کتاب به عنوان کتاب مورد علاقه اش نام برده‌است.

## سلامت
مانش همیشه از بیماری اختلال دو قطبی و اعتیادش صحبت کرده‌است. در سال ۲۰۰۸ سکته مغزی سبب شد تا اختلالاتی در حافظه او ایجاد شود. از آن زمان او بازنشسته شده و همچنان به نوشتن کتاب ادامه می‌دهد. مانش در ۱۵ مارس ۲۰۱۰ متوجه نوعی افسردگی بعد از ترک اعتیاد به الکل و مواد مخدر شد.

## سبک نگارش
مانش بیشتر به سبب اغراق در کلمات واستفاده از آنها در داستانهایش معروف است. او داستانهایش را در برابر مخاطبانش ایجاد می‌کند و با تکرار آنها نوعی ویرایش رویشان انجام می‌دهد. شخصیت پردازی در داستانهایش به صورت تک بعدی نیست و بسته به اینکه برای چه کسی داستان را تعریف می‌کند نوع شخصیت پردازی اش متفاوت خواهد بود و حتی اگر برای فرزندان خودش تعریف کند. او اغلب در فستیوال‌های کودکان حضور یافته و به نمایش می‌پردازد یا اینکه کاملاً بی‌خبر در مدارس ابتدایی به اجرای برنامه می‌پردازد. در سال ۱۹۹۱ بعضی از داستانهایش تبدیل به فیلم شدند مانند (چند تامانش).